# Rónaszegi Miklós
Rónaszegi Miklós (Budapest, 1930. június 5. – 2022. január 27.) Herczeg Ferenc-díjas magyar író, szerkesztő.

## Élete
Gyermekkora óta Erzsébetvárosban élt. Édesapjától örökölte rajztudását, ám ő inkább már egészen fiatalon az irodalom felé köteleződött el. Gimnáziumi évei alatt saját verseit adta elő az irodalmi önképzőkörben.
1948–49-ben szerkesztőségi titkár volt a Hungária Könyvkiadónál, itt ismerte meg feleségét is. 1949–50-ben a Franklin Könyvkiadó korrektora, 1950-től az Ifjúsági (később Móra Ferenc) Könyvkiadó korrektora, 1953-tól felelős szerkesztője volt. 1953-ban az ELTE magyar–angol szakán tanári oklevelet szerzett. Az 1960-as években a Móra Ferenc Könyvkiadónál ő indította el és szerkesztette a Delfin könyvek sorozatot, melyen olvasók generációi nőttek fel.
Első művének 1955-ös megjelenése óta számos nagy sikerű, főként ifjúsági, a tudományos fantasztikum műfajában írt könyve jelent meg, valamint A gézengúzok meg az idegenforgalom című regényéből elkészült a Kismaszat és a Gézengúzok című ifjúsági játékfilm is. Írt történelmi regényeket, indiántörténeteket, irodalmi életrajzokat és vidám gyerekregényeket is. Az a híres Háry János című meseregénye Spanyolországban hat kiadást ért meg.
Főként az ifjúsági irodalom, valamint a sci-fi műfajában született munkái olyan életpályát tükröznek, melytől elválaszthatatlanok Erzsébetváros helyszínei, ahol az író élete legjavát töltötte, életének utolsó éveit is. Rónaszegi Miklós pályafutásához mindenkor szorosan társult Erzsébetvároshoz kötődő lokálpatriotizmusa, melynek nem csekély szerepe volt szakmai sikerei elérésében.
2013. március 15-én a helyi közösség érdekében végzett, Erzsébetváros kapcsolatai gazdagítását célzó tevékenységének elismeréséül Pro Urbe Erzsébetváros díjjal tüntették ki.

## Művei
|     | Cím                                                                      |               | Megjelenés éve |
| --- | ------------------------------------------------------------------------ | ------------- | -------------- |
| 1.  | A nagy játszma                                                           | Ijfúsági      | 1955           |
| 2.  | A Sánta Bölény                                                           |               | 1958           |
| 3.  | Hínáros tenger. Kolumbusz első útjának regénye                           | Ifjúsági      | 1959           |
| 4.  | A királynő kalóza                                                        |               | 1961           |
| 5.  | „Színház az egész világ”. William Shakespeare élete – Egy vázlat regénye | Móra          | 1962           |
| 6.  | Keserű komédia. Molière élete                                            |               | 1965           |
| 7.  | Az indián hercegnő                                                       |               | 1966           |
| 8.  | Indián halál                                                             |               | 1968           |
| 9.  | A rovarok lázadása                                                       |               | 1969           |
| 10. | Az indián királyfi                                                       |               | 1970           |
| 11. | Az ördögi liquor                                                         |               | 1972           |
| 12. | A rettenetes Kartal                                                      |               | 1973           |
| 13. | Így élt Marco Polo                                                       |               | 1974           |
| 14. | Kartal kalandos esküvője                                                 |               | 1976           |
| 15. | Kartal visszatér                                                         |               | 1977           |
| 16. | Az a híres Háry János                                                    |               | 1980           |
| 17. | A genovai fogoly                                                         |               | 1981           |
| 18. | A gézengúzok meg az idegenforgalom                                       |               | 1982           |
| 19. | Rájuk fújt az Isten...                                                   |               | 1985           |
| 20. | A gézengúzok a Balatonnál                                                |               | 1986           |
| 21. | Botrány a suliban                                                        |               | 1987           |
| 22. | A gézengúzok a Hortobágyon                                               |               | 1988           |
| 23. | Kartal utolsó kalandja                                                   |               | 1989           |
| 24. | A gézengúzok az Alpok alján                                              |               | 1991           |
| 25. | Bohóckodó. Vidám jelenetek                                               |               | 1996           |
| 26. | Gellért püspök szeretője                                                 | Rónaszegi Éva | 2000           |
| 27. | Olvasgatni való                                                          | szerzői       | 2018           |

## Film
Regényéből Kismaszat és a Gézengúzok (1984) címmel színes, magyar ifjúsági film készült, itt forgatókönyvíróként működött közre.

## Díjai
- Nívódíj (1987)
- A Művészeti Alap Irodalmi Díja (1990)
- Pro Urbe Erzsébetváros díj (2013)
- Magyar Arany Érdemkereszt (2015)
- Herczeg Ferenc-díj (2020)